# Municipio de Stateline
El municipio de Stateline (en inglés: Stateline Township) es un municipio ubicado en el condado de Sherman en el estado estadounidense de Kansas. En el año 2010 tenía una población de 253 habitantes y una densidad poblacional de 1,53 personas por km².

## Geografía
El municipio de Stateline se encuentra ubicado en las coordenadas 39°19′6″N 102°0′17″O / 39.31833, -102.00472. Según la Oficina del Censo de los Estados Unidos, el municipio tiene una superficie total de 164.93 km², de la cual 164,88 km² corresponden a tierra firme y (0,03 %) 0,04 km² es agua.

## Demografía
Según el censo de 2010, había 253 personas residiendo en el municipio de Stateline. La densidad de población era de 1,53 hab./km². De los 253 habitantes, el municipio de Stateline estaba compuesto por el 83,4 % blancos, el 0,79 % eran afroamericanos, el 15,42 % eran de otras razas y el 0,4 % eran de una mezcla de razas. Del total de la población el 28,06 % eran hispanos o latinos de cualquier raza.